# Mica burghezie

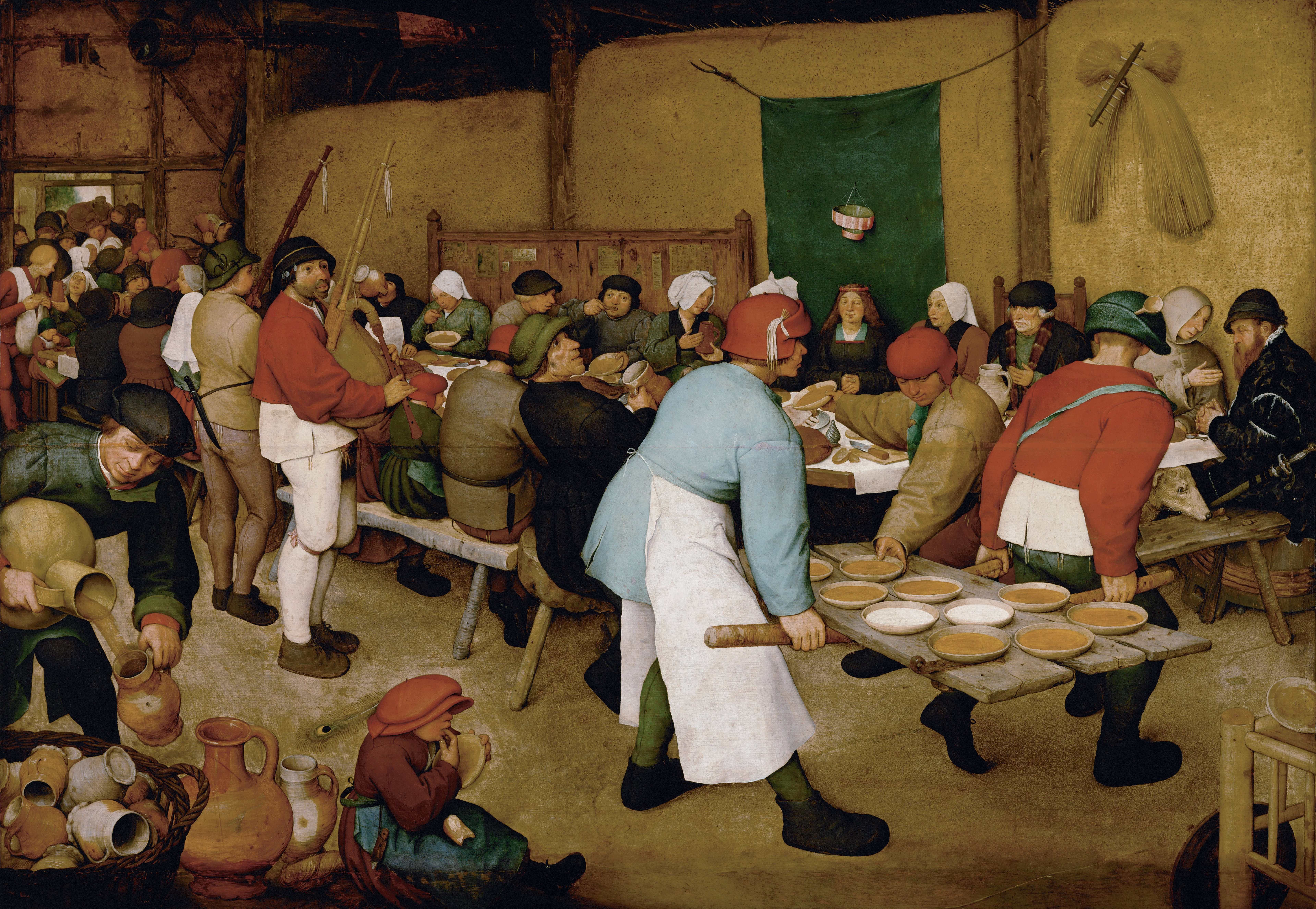
Nunta țărănească, o pictură din secolul al XVI-lea care înfățișează ceea ce va fi numită mai târziu „mica burghezie”

Mica burghezie (termen originar din franceză petite bourgeoisie; pronunție în franceză [pətit(ə) buʁʒwazi]; anglicizat ca petty bourgeoisie) este un termen care se referea inițial la o clasă socială mijlocie, compusă din mici meseriași, mici comercianți și țărani semiautonomi, a cărei poziție ideologică politico-economică în vremuri de stabilitate socio-economică era o reflectare a poziției marii burghezii (haute bourgeoisie), cu care mica burghezie căuta să se identifice și a cărei moralitate se străduia să o imite.
Acest termen are un sens politico-economic și este pus în legătură cu materialismul istoric. El desemna inițial un substrat al clasei de mijloc care a apărut și a devenit tot mai important în secolul al XVIII-lea și la începutul secolului al XIX-lea. La mijlocul secolului al XIX-lea, economistul german Karl Marx și alți teoreticieni marxiști au folosit termenul „mica burghezie” pentru a identifica stratul socio-economic al burgheziei, format din mici meseriași și mici comercianți care desfășurau activități independente.

## Definiție

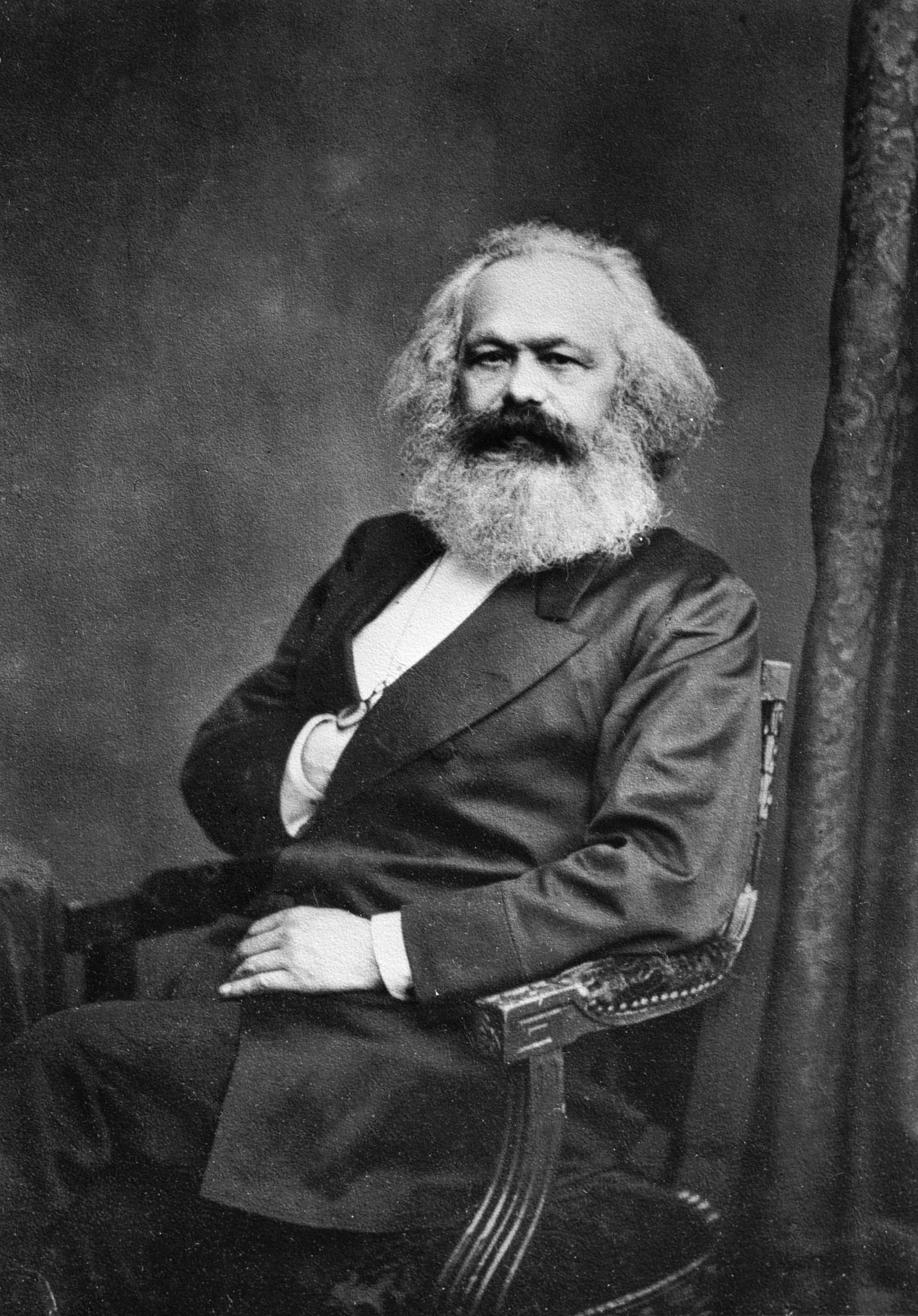
Karl Marx

Mica burghezie este o clasă intermediară între proletariat și burghezie: ea se deosebește din punct de vedere economic atât de proletariat și de lumpenproletariat, clase sociale care se bazează în întregime pe vânzarea forței lor de muncă pentru supraviețuire, cât și de clasa capitalistă a burgheziei („marea burghezie”), care deține mijloace de producție și cumpără astfel forța de muncă a proletariatului și lumpenproletariatului pentru a lucra cu acele mijloace de producție. Deși membrii micii burghezii pot cumpăra forța de muncă a altor persoane, ei lucrează de obicei alături de angajații lor, spre deosebire de marea burghezie.
Mica burghezie este menționată rar în lucrările proprii ale lui Marx, doar prin cuvintele „micii capitaliști” folosite în Manifestul comunist (1848).

## Rolul ei în ascensiunea fascismului
În scrierile sale, Karl Marx a prezis că mica burghezie își va pierde puterea în viitor, odată cu evoluția mijlocelor de producție și cu accelerarea dezvoltării economice. Urmând ideile lui Marx, istoricul australian R.J.B. Bosworth⁠(d) a sugerat că această clasă socială a devenit pilonul politic principal al fascismului, care a reprezentat un răspuns terorist sub o formă politică la pierderea inevitabilă a puterii (economice, sociale și politice) în fața marii burghezii.
Psihiatrul evreu austriac Wilhelm Reich a evidențiat, de asemenea, în lucrarea Die Massenpsychologie des Faschismus⁠(d) (1933), sprijinul principal al micii burghezii și clasei de mijloc în ascensiunea fascismului în Germania. El a susținut că, în acea vreme, clasele de mijloc erau un focar de reacție politică datorită dependenței lor de familia patriarhală (potrivit lui Reich, întreprinderile mici erau adesea întreprinderi exploatatoare ale familiilor conduse de tată, a căror moralitate menținea familia unită într-o situație economică oarecum precară) și de reprimarea emoțional-sexuală care stătea la baza acesteia.
Acest aspect a fost contestat de istoricul american Richard Pipes⁠(d), care a scris că, deși membrii micii burghezii au constituit inițial baza Partidului Nazist, muncitorii s-au alăturat în masă partidului până la sfârșitul anilor 1920 și au devenit cel mai mare grup profesional din partid în 1934.

## Tratamentul literar al micii burghezii

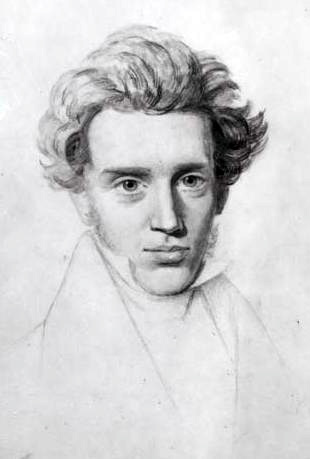
Søren Kierkegaard

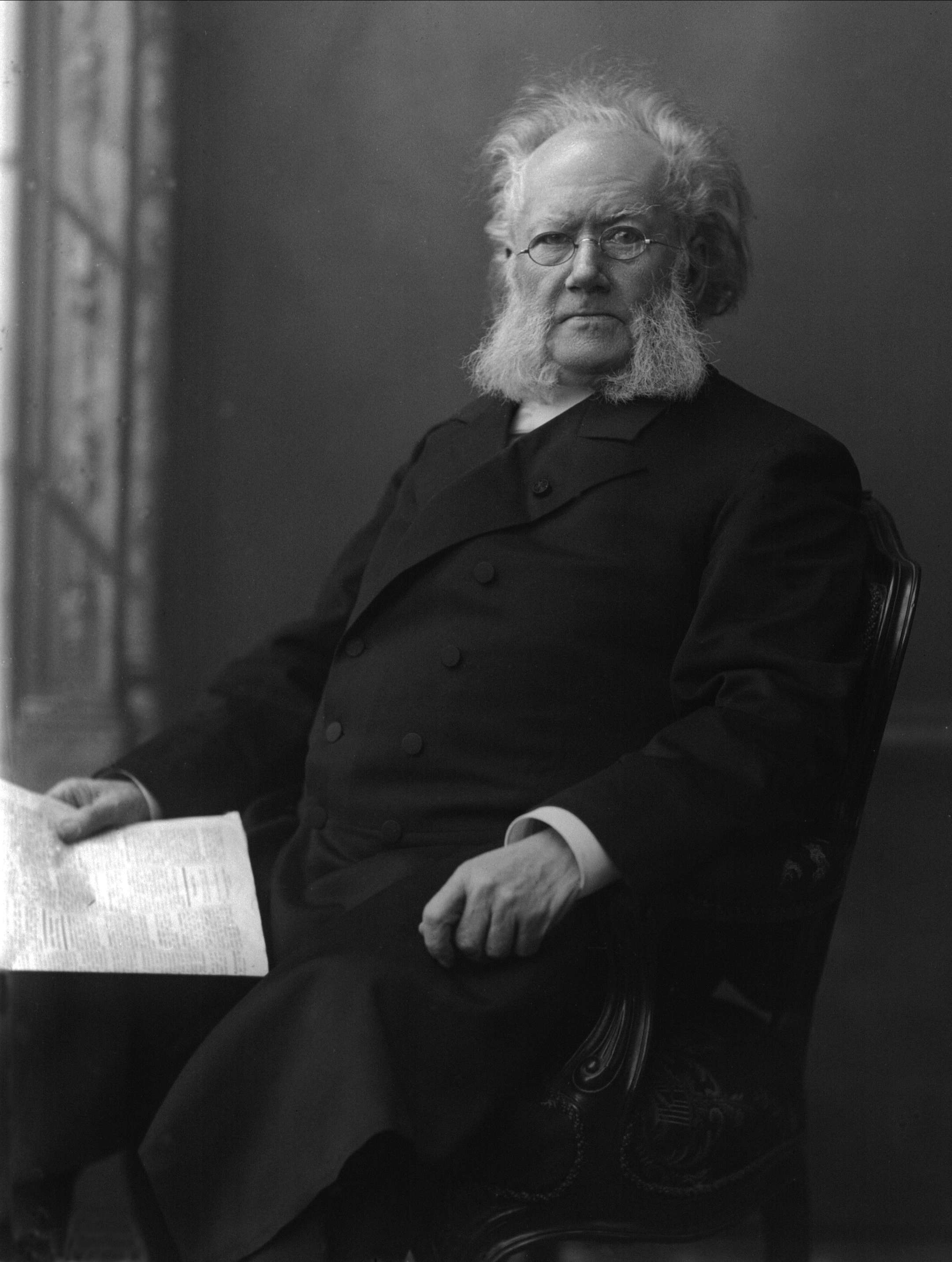
Henrik Ibsen

Filozoful danez Søren Kierkegaard a scris că „mic-burghezul este lipsit de spirit[.] ... Fără imaginație, așa cum este întotdeauna, mic-burghezul trăiește într-un anumit cerc de experiențe banale cu privire la modul cum se întâmplă evenimentele, ce este posibil, ce se întâmplă de obicei, indiferent dacă este Barman⁠(d) sau prim-ministru. Acesta este modul în care mic-burghezul s-a pierdut pe sine și l-a pierdut pe Dumnezeu”. Potrivit lui, mica burghezie se caracterizează printr-un vid spiritual care își are rădăcinile într-un accent pus în mod excesiv mai degrabă pe aspectele lumești decât pe viața interioară a sinelui⁠(d). Cu toate acestea, rechizitoriul lui Kierkegaard se bazează mai puțin pe o analiză de clasă⁠(d) a micii burghezii și mai mult pe o percepția asupra lumii care era comună în mediul său social din clasa de mijloc. 
De fapt, deși au existat numeroase reprezentări ale micii burghezii în literatură, precum și în desene cu scop satiric, inspirate din simțul ei practic exagerat de convențional, viața reală a micii burghezii în cursul secolului al XIX-lea a fost mai complexă. Cu toate acestea, scriitorii au fost preocupați de comportamentul și moralitatea membrilor micii burghezii și i-au portretizat ca personaje indezirabile. Un dușman al poporului (1882) a lui Henrik Ibsen a fost o piesă scrisă ca răspuns direct la strigătele de protest ale publicului cu ocazia premierei unei piese anterioare pe motiv că făcea referiri „indecente” la sifilis, iar, în general, întreaga sa operă a fost considerată scandaloasă prin desconsiderarea moralității burgheze a vremurilor sale. Mai târziu, preocuparea lui Bertolt Brecht față de nazism și politica sa marxistă l-au făcut interesat să exploreze spiritul mic-burghez, iar acest interes l-a determinat să reprezinte mica burghezie în mod repetat în opera sa ldramaturgică (una a fost chiar intitulată Cele șapte păcate capitale ale micii burghezii⁠(d)).
În cartea sa Two Cheers for Anarchism: Six Easy Pieces on Autonomy, Dignity, and Meaningful Work and Play⁠(d) (2012), politologul american James C. Scott dedică un întreg capitol descrierii unor trăsături tipice micii burghezii. În primul rând, el subliniază disprețul marxiștilor față de această clasă socială din cauza ambiguității poziției politice a membrilor ei. Atitudinea de dispreț sau dezgust cuprinde atât blocul socialist, cât și marile democrații capitaliste, din cauza dificultății de monitorizare, impozitare și controlare a acestei clase. Această dificultate se datorează complexității, varietății și mobilității activităților desfășurate. Scott evidențiază că mica burghezie a existat în cea mai mare parte a istoriei statelor civilizate. În opinia sa, chiar și cei care nu fac parte din această clasă au dorit într-o oarecare măsură să devină mici proprietari, datorită autonomiei și statutului social conferit, iar dorința de a păstra și recupera pământul pierdut a fost laitmotivul celor mai radicale mișcări de masă egalitare⁠(d). Scott susține că mica burghezie are un rol economic indispensabil în ceea ce privește invențiile și inovațiile, citând ca exemplu startup-urile de software care dezvoltă idei care, mai apoi, sunt  cumpărate de obicei de firme mai mari. Politologul american mai subliniază că micii comercianți furnizează mai multe servicii sociale „neplătite” precum:
| “ | ... asistență socială informală, siguranță publică, plăcerile estetice ale unui peisaj stradal animat și interesant, o mare varietate de experiențe sociale și servicii personalizate, rețele de cunoștințe, știri și bârfe informale de cartier, un element de construcție a solidarității sociale și a acțiunii publice și (în cazul țărănimii deținătoare de mici ferme⁠(d)) bună gospodărie a pământului. | ” |